# Parafia Najświętszej Maryi Panny w Ipswich
Parafia Najświętszej Maryi Panny w Ipswich – parafia rzymskokatolicka, należąca do archidiecezji Brisbane.
Przy parafii funkcjonuje katolicka szkoła podstawowa Najświętszej Maryi Panny.